# Seu de la Banca Crèdit i Docks
La Seu de la Banca Crèdit i Docks és un edifici situat al passatge de la Banca de Barcelona, catalogat com a bé cultural d'interès local. Des del 1973 allotja el Museu de Cera de Barcelona.

## Història
El 1873, la societat Vilumara, Taltabull, Sadó i Cia, representada per Cristòfor Taltabull, va encarregar al mestre d'obres Domènec Balet un edifici de planta baixa a la placeta del passatge de la Banca (aleshores anomenat del Comerç). El 1892, Pau Sadó i Pérez, gerent del Crèdit Mutu Fabril i Mercantil, conegut popularment com la Caixa Vilumara, va encarregar al mateix autor la remunta d'un pis, coronat amb una balustrada i una placa amb el nom de l'entitat financera.
El 1915, després de diversos canvis de gerència i raó social, la Caixa Vilumara va ser absorbida pel Banc de Barcelona, que el 1916 vengué l'edifici a la Banca Crèdit i Docks per 150.000 pessetes. Fou en aquest període quan es va realitzar la remunta d'un segon pis, tot mantenint el coronament original.

## Descripció
Es troba al fons d'una plaça octogonal al centre del passatge. Es tracta d'un edifici de planta irregular i consistent en uns baixos i dos pisos. Tot l'aparell és bastit en blocs de pedra homogènia i regular.
La façana es caracteritza en termes generals per una marcada horitzontalitat. La planta baixa té un portal d'arc de mig punt allindat. A banda i banda, hi ha dues obertures més, secundàries, un altre portal i una petita finestra enreixada. Entre aquests obertures s'hi situen una sèrie de petites pilastres llises amb capitells senzills que suporten un fris estriat que dona pas al primer d'una sèrie de tres grans cornises que separen els diferents nivells de l'immoble. La primera planta té quatre obertures simètriques. Es tracta de sengles finestres bipartides per una petita columna amb capitell jònic. Novament, les finestres estan separades per altres pilastres estriades amb capitell senzill. Per sobre, de nou, hi ha una altra i grossa cornisa que separa aquest nivell del següent. La segona planta es caracteritza per una nova modalitat de finestrals, són allargats i dividits en tres cossos de mig punt per sengles columnes amb capitells corintis. En aquest nivell, les pilastres que separen les diferents obertures són llises i compten amb, novament, capitells corintis. Una nova cornisa de mida gran acaba aquesta planta. Al cos central de l'edifici hi ha un coronament en balustrada presidit per un grup escultòric, situats tots ells a l'eix del portal principal.